# 八重山自治会
八重山自治会（やえやまじちかい）は、太平洋戦争終結直後の1945年12月に石垣島で設立された八重山諸島住民による自治組織。なお、後に「八重山共和国」という俗称が現れたが正式名称ではない。

## 歴史

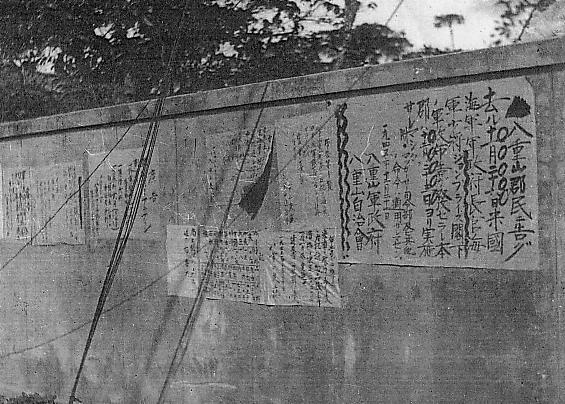
八重山軍政府と八重山自治会の連名による布告文

### 八重山自治会の結成
1945年、八重山諸島を管轄する八重山支庁は沖縄戦の末に機能を停止して無政府状態に陥ったため、八重山諸島の住民は「自警団」を創設した。その後、同年11月に「自治会結成準備会」が開催され、1か月後の12月15日、石垣町の映画館「八重山館」において自治組織「八重山自治会」が設立され、宮良長詳（医師）が会長に吉野高善（医師）と宮城信範（元校長）が副会長に選出された。当面の目標として「人心の安定」「治安の確保」「引揚者の帰還促進」「マラリア患者対策」「闇物資への対策」が決められた。

### 南部琉球軍政府の樹立と「八重山支庁」の設立
1週間後の12月23日、米軍のジョン・デイル・プライス海軍少将が、チェイス海軍少佐を八重山に派遣して石垣島で米国海軍軍政府の樹立を宣言し、軍政府の下で「八重山支庁」が復活することになった。初代の支庁長には、八重山自治会長の宮良長詳が任命された。1946年1月24日、行政機構が復活して当初の目的が達せられたことから八重山自治会は解散した。

## 「八重山共和国」という呼称
当時の八重山自治会は「八重山共和国」と名乗ったことはなく、独立主権国家と宣言したわけでもない。また、俗に「蝦夷共和国」と称される箱館政権（総裁：榎本武揚）と比較しても、政府機構に準じた組織を持っていたわけでもない。しかし、短期間にせよ日本国や米軍の実効支配が及ばない地にできた自治組織であったことから、一種の比喩的な表現として「八重山共和国」の呼称が生まれた。

## 関連人物
- 宮良長義